# Nourdin Boukhari
Nourdin Boukhari (Rotterdam, 30 juni 1980) is een voormalig Marokkaans-Nederlands voetballer en huidig voetbaltrainer die als middenvelder speelde. Hij kwam ook verschillende keren uit voor het Marokkaans voetbalelftal en nam deel aan het Afrikaans kampioenschap voetbal 2002.

## Voetbalcarrière
Boukhari voetbalde als amateur bij de Rotterdamse clubs Neptunus en RVV HOV. In 1999 werd hij profvoetballer en stond achtereenvolgens onder contract bij Sparta Rotterdam, Ajax en FC Nantes. Hij kwam daarnaast op huurbasis uit voor NAC Breda en AZ. Toen AZ van een optie om Boukhari in de zomer van 2007 van Nantes over te nemen, geen gebruik maakte, werd hij naar zijn oude club Sparta teruggehaald door technisch directeur Danny Blind, onder wiens leiding hij ook al bij Ajax had gespeeld.
Na een jaar Sparta werd Boukhari gekocht door de Saoedi-Arabische club Al-Ittihad. Al-Ittihad wilde echter snel terugkomen op dit besluit, omdat men doorhad dat ze een buitenlander te veel onder contract hadden staan. Zes maanden en een FIFA-rechtszaak later tekende Boukhari in de winterstop een contract bij NAC tot het einde van seizoen 2008/09.
Ondanks dat NAC graag gebruik wilde blijven maken van Boukhari, ontbeerde de club de nodige financiële middelen en koos Boukhari voor een avontuur in Turkije, namelijk bij Kasımpaşa. Daar tekende hij een contract tot medio 2012, maar al snel werd Boukhari voor het seizoen 2010/11 verhuurd aan Wisła Kraków. Zijn contract bij Kasimpaşa liep tot januari 2012. Op 31 januari 2012 sloot hij op amateurbasis aan bij NAC Breda. Op de transfer deadline-dag voorafgaand aan het seizoen 2012/13 ging Boukhari naar RKC Waalwijk, eveneens op amateurbasis. In het seizoen 2013/14 speelde hij na de winterstop bij Sparta, waarmee hij bijna naar de Eredivisie wist te promoveren. FC Dordrecht gooit echter roet in het eten. In augustus 2014 stopte hij met betaald voetbal en stapte als speler over naar de amateurs, maar bleef als trainer van de aanvalslinie betrokken bij Sparta. Sinds juli 2014 speelde Boukhari voor de Utrechtse amateurvereniging Magreb '90, dat uitkwam in de Hoofdklasse A. Met die club promoveerde hij in 2015 naar de Topklasse. Van 2015 tot 2016 kwam uit in het zaalvoetbal voor TPP-Rotterdam. Sinds de zomer van 2016 kwam hij uit voor tweedeklasser GLZ Delfshaven in Rotterdam.

## Trainerscarrière
Boukhari vervulde vanaf juli 2015 diverse trainersfuncties bij Sparta, waaronder die van hoofdtrainer bij Jong Sparta (juni 2020–juli 2021). In juli 2021 werd Boukhari aangesteld als assistent-trainer van het eerste elftal van Sparta.  Na het ontslag van hoofdtrainer Jeroen Rijsdijk vanwege tegenvallende resultaten. De ploeg haalde elf punten uit tien wedstrijden. De laatste vier eredivisieduels werden niet gewonnen, in de Toto-KnvB beker werd pas in de verlenging (1-1 na negentig minuten) op bezoek bij amateurclub Hercules met 1-6 gewonnen. Vanwege het ontslag op 1 november 2024 werd Boukhari benoemd tot interim hoofdtrainer van Sparta voor de wedstrijd tegen FC Utrecht op 3 november 2024, nadat hoofdtrainer Jeroen Rijsdijk en ook assistent Foeke Booy op non actief werd gesteld. Op 4 november 2024 werd Maurice Steijn aangesteld als nieuwe Sparta hoofdtrainer, en keerde Boukhari weer terug als assistent.

## Clubstatistieken
| Seizoen         | Club             |                        | Competitie           | Competitie | Competitie | Beker | Beker | Internationaal | Internationaal | Overig | Overig | Totaal | Totaal |
| Seizoen         | Club             | Wed.                   | Competitie           | Dlp.       | Wed.       | Dlp.  | Wed.  | Dlp.           | Wed.           | Dlp.   | Wed.   | Dlp.   |        |
| --------------- | ---------------- | ---------------------- | -------------------- | ---------- | ---------- | ----- | ----- | -------------- | -------------- | ------ | ------ | ------ | ------ |
| 1999/00         | Sparta Rotterdam | Vlag van Nederland     | Eredivisie           | 17         | 3          | 0     | 0     | —              | —              | —      | —      | 17     | 3      |
| 2000/01         | Sparta Rotterdam | Vlag van Nederland     | Eredivisie           | 31         | 3          | 4     | 5     | —              | —              | 6      | 3      | 41     | 11     |
| 2001/02         | Sparta Rotterdam | Vlag van Nederland     | Eredivisie           | 27         | 7          | 4     | 3     | —              | —              | 5      | 2      | 36     | 12     |
| 2002/03         | Ajax             | Vlag van Nederland     | Eredivisie           | 22         | 6          | 3     | 1     | 4              | 0              | 0      | 0      | 29     | 7      |
| 2003/04         | → NAC Breda      | Vlag van Nederland     | Eredivisie           | 28         | 5          | 3     | 2     | 0              | 0              | —      | —      | 31     | 7      |
| 2004/05         | Ajax             | Vlag van Nederland     | Eredivisie           | 23         | 4          | 1     | 0     | 6              | 0              | 0      | 0      | 30     | 4      |
| 2005/06         | Ajax             | Vlag van Nederland     | Eredivisie           | 24         | 4          | 3     | 1     | 9              | 1              | 5      | 1      | 41     | 7      |
| 2006/07         | FC Nantes        | Vlag van Frankrijk     | Ligue 1              | 9          | 2          | 2     | 0     | —              | —              | —      | —      | 11     | 2      |
| 2006/07         | → AZ             | Vlag van Nederland     | Eredivisie           | 10         | 0          | 3     | 2     | 5              | 1              | 3      | 0      | 21     | 3      |
| 2007/08         | Sparta Rotterdam | Vlag van Nederland     | Eredivisie           | 32         | 8          | 2     | 2     | —              | —              | —      | —      | 34     | 10     |
| 2008/09         | Al-Ittihad       | Vlag van Saoedi-Arabië | Saudi Premier League | 0          | 0          | 0     | 0     | 0              | 0              | 0      | 0      | 0      | 0      |
| 2008/09         | NAC Breda        | Vlag van Nederland     | Eredivisie           | 17         | 5          | 3     | 2     | 0              | 0              | 3      | 0      | 23     | 7      |
| 2009/10         | Kasımpaşa        | Vlag van Turkije       | Süper Lig            | 4          | 0          | 0     | 0     | —              | —              | —      | —      | 4      | 0      |
| 2010/11         | → Wisła Kraków   | Vlag van Polen         | Ekstraklasa          | 9          | 1          | 1     | 1     | 0              | 0              | —      | —      | 10     | 2      |
| 2011/12         | Kasımpaşa        | Vlag van Turkije       | Süper Lig            | 7          | 0          | 0     | 0     | —              | —              | 0      | 0      | 7      | 0      |
| 2011/12         | NAC Breda        | Vlag van Nederland     | Eredivisie           | 8          | 2          | 0     | 0     | —              | —              | —      | —      | 8      | 2      |
| 2012/13         | RKC Waalwijk     | Vlag van Nederland     | Eredivisie           | 26         | 1          | 2     | 1     | —              | —              | —      | —      | 28     | 2      |
| 2013/14         | Sparta Rotterdam | Vlag van Nederland     | Eerste divisie       | 11         | 0          | 0     | 0     | —              | —              | —      | —      | 11     | 0      |
| Carrière totaal | Carrière totaal  | Carrière totaal        | Carrière totaal      | 305        | 51         | 31    | 20    | 24             | 2              | 22     | 6      | 382    | 79     |

## Erelijst
Ajax
- Johan Cruijff Schaal: 2001/02, 2004/05
- KNVB beker: 2005/06

 Wisła Kraków
- Ekstraklasa: 2010/11

## Privé
- Boukhari groeide op in Rotterdam, maar heeft zijn roots liggen in Taghilaste, een dorpje in Gzenaya.
- Zijn oudere broer Mourad Boukhari was een befaamd zaalvoetballer.
- Zijn jongste broertje Ayoub Boukhari heeft ook gevoetbald voor Sparta Rotterdam.
- Boukhari was de stiefvader van voetballer Noa Lang.[3]